# Nokia C6-01
Nokia C6-01 — смартфон на базі Symbian^3, укладений в сталевий корпус. Має можливість запису і програвання HD-відео, Bluetooth, ТБ-вихід і стандартний роз'єм під навушники, підтримку карт пам'яті. Смартфон було випущено 4 листопада 2010 року за € 260, без урахування податків та субсидій.

## Характеристики
- Клас: смартфон, мультимедійний
- Час випуску: вересень 2010
- Стандарт: GSM 850/900/1800/1900, WCDMA850/900/1900/2100/1700
- Акумулятор: Li-Ion 1050 мАг
- Час роботи:
  - в активному режимі 2G/3G: 11.5/4.5 год
  - в режимі очікування 2G/3G: 432/384 год
  - в режимі аудіоплеєра: 48 год
- Дисплей: 3,2 "AMOLED, 360 x 640, 16 млн. кольорів, сенсорний
- Вага: 131 грам
- Розміри: 103,8 x52, 5x13, 9 мм
- Вбудована камера:
  - Основна: 8 Мп, 3264 x 2448, подвійний LED спалах, повний фокус, визначення осіб, усунення ефекту червоних очей, запис відео 1280 x 720 25 fps,
  - Фронтальна: 640 x 480, відео 176 x 144 15 fps
- Java: MIDP 2.1
- ОС: Symbian^3
- Процесор: 680 МГц
- Пам'ять: 340 Мб вбудованої пам'яті; слот для карт MicroSD до 32 Гб; 256 Мб оперативної пам'яті; 1 Гб флеш-пам'яті